# پسرک لبوفروش
پسرک لبو فروش نام داستانی برای نوجوانان، نوشتهٔ صمد بهرنگی است. این داستان در آذر ۱۳۴۶ انتشار یافت. این داستان احتمالاً از خاطرات دوران معلمی صمد بهرنگی بوده‌است.

## داستان
داستان پسرک لبوفروش روایتی خاطره‌گونه از زبان بهرنگی دربارهٔ استقامت و مقاومت پسر جوانی به نام تاری‌وردی است. روایت داستان به شکل تک‌گویی از زبان تاری‌وردی خطاب به آقای معلم (بهرنگی) بیان می‌شود. تاری‌وردی با مادر و خواهرش سولماز در فقر زندگی می‌کند. پدرش که اسب‌سواری قهار و یک قاچاقچی بوده‌است با شلیک نیروهای امنیه کشته شده‌است و تاری‌وردی برای درآوردن خرج زندگی خانواده‌اش دست به هر کار آبرومندانه‌ای بزند. تاری‌وردی و خواهرش در یک کارگاه قالیبافی متعلق به حاجی قلی، کار می‌کرده‌اند. حاجی قلی به خواهر نظر بدی داشت و وقتی تاری‌وردی متوجه قضیه می‌شود با وی درگیر شده، او را زخمی کرده و فرار می‌کند. اما حاجی‌قلی با حیله‌گری او را گیر می‌آورد و انتقام زخمش را از او می‌گیرد. پس از این حوادث، خواهر و برادر به کار خود در کارگاه حاجی قلی پایان می‌دهند و زندگی خود را با لبوپزی خواهر و فروش آن توسط برادر می‌گذرانند. در پایان داستان، تاری‌وردی و خانواده‌اش مستقل می‌شوند و او جهیزی برای خواهرش تهیه می‌کند. آقای معلم تابستان برای تفریح به آن ده می‌رود و می‌بیند؛ تاری‌وردی گوسفند می‌چراند و برای عروسی خودش پول جمع می‌کند.

## درون‌مایه
موضوع اصلی داستان ظلم و بی‌عدالتی است و اینکه نابرابری اجتماعی و فاصلهٔ فاحش طبقاتی ظلم و تعدّی است. سرمایه‌داری به نام حاجی‌قلی از شهر به روستای تاری‌وردی آمده‌است و روستاییان را با دستمزدی اندک استثمار کرده‌است. حاجی‌قلی از سوی دیگر کارگرانش را جزء اموال خود به حساب می‌آورد و می‌خواهد خواهر تاری‌وردی را صیغه کند. فقر، محرومیت، و بی‌عدالتی به‌شکل‌های مختلف در داستان دیده می‌شوند، از جمله نوع بازی‌های کودکانه، وضعیت کفش و لباس، بهداشت، و نداشتن سرپرست.

## یادداشت
1. ↑  بهرنگی از لفظ «کارخانهٔ» قالیبافی استفاده می‌کند